# افسانه زلدا (فیلم)
فیلم بدون عنوان افسانه زلدا یک اقتباس فیلم بلند سینمایی لایو اکشن از سری بازی‌های ویدیویی افسانه زلدا از نینتندو است که در حال تولید است. این فیلم توسط کلمبیا پیکچرز و نینتندو تولید و توسط گروه سینمایی سونی پیکچرز توزیع خواهد شد. این فیلم را وس بال بر اساس فیلمنامه‌ای از درک کانولی کارگردانی می‌کند و وس بال، جو هارتویک جونیور، آوی آراد و شیگرو میاموتو تهیه کنندگی آن را بر عهده دارند.

## تولید
در سال ۲۰۰۷، استودیوی انیمیشن ایماجی که وظیفه تولید پویانمایی را برای لاک‌پشت‌های نینجا و پسر فضایی تهیه کرده بود، ایده ای برای ایجاد یک فیلم پویانمایی رایانه‌ای برای افسانه زلدا داشت. نینتندو پیشنهاد استودیو را به دلیل خاطره شکست اقتباس فیلم لایو اکشن برادران سوپر ماریو در سال ۱۹۹۳ نپذیرفت. در سال ۲۰۱۳ نینتندو گفت که در صورت شروع تولید یک فیلم، از این فرصت برای پذیرش تعامل با مخاطبان در برخی ظرفیت‌ها استفاده خواهد کرد. در ژوئن ۲۰۲۳، گزارش شد که نینتندو در آستانه بستن قرارداد با ایلومینیشن و یونیورسال پیکچرز برای تولید یک اقتباس سینمایی از این فرنچایز پس از موفقیت فیلم برادران سوپر ماریو است. با این حال، کریس ملداندری، مدیرعامل ایلومینیشن، این گزارش‌ها را در اواخر همان ماه تکذیب کرد.
در نوامبر ۲۰۲۳، اعلام شد که نینتندو با همراهی سونی پیکچرز در حال توسعه یک فیلم لایو اکشن از افسانه زلدا است که این پروژه را در سراسر جهان تأمین مالی و توزیع خواهد کرد. همچنین اعلام شد که وس بال برای کارگردانی فیلم و درک کانولی برای نوشتن فیلمنامه استخدام شده‌اند، در حالی که شیگرو میاموتو و آوی آراد در کنار بال و شریک تهیه‌کننده‌اش جو هارتویک جونیور از طریق شرکت سرگرمی آدبال تهیه کنندگی فیلم را برعهده دارند. اگرچه انتخاب بازیگران اعلام نشده بود، پاتریشیا سامرست، که پیش از این کار صداگذاری شخصیت پرنسس زلدا را انجام داده بود، گفت که دوست دارد نقش خود را برای این شخصیت تکرار کند.